# Everth Bustamante
Everth Bustamante García (Zipaquirá, 18 de junio de 1948) es un abogado, político y exguerrillero colombiano. 
Perteneció al grupo guerrillero Movimiento 19 de Abril (M-19). En las elecciones legislativas de 2014 fue elegido senador de la República por el Centro Democrático, en este cargo se posesionó el 20 de julio de 2014. Fue alcalde del municipio de Zipaquirá, director del Instituto Colombiano del Deporte Coldeportes y candidato a la Gobernación de Cundinamarca.

## Biografía
Nació en el municipio de Zipaquirá (Cundinamarca). Se doctoró en Derecho y Ciencias Políticas de la Universidad Externado de Colombia, también es Magíster en Planificación y Administración del Desarrollo Regional de la Universidad de los Andes, y tiene estudios en Gobierno Municipal, y en Gobierno, Gerencia y Asuntos Públicos de la Universidad Externado y la Universidad de Columbia, respectivamente.

### Concejal de Zipaquirá y militancia en el M-19
Fue Concejal de Zipaquirá entre 1970 a 1978 por la Alianza Nacional Popular (ANAPO). Abogado de la Universidad Externado, mientras militó en la guerrilla del Movimiento 19 de Abril.
Luego del robo de armas del Cantón Norte, Bustamante se distancia del M-19 y crea la Coordinadora Nacional de Base, que realizó operativos como el secuestro y asesinato de Chester Bitterman, funcionario del instituto Lingüístico de Verano. Luego del cual se reintegra al M-19.
Entre 1978 y 1991, fue miembro Directivo de World University Services Ginebra en Suiza. Entre 1985 y 1989 participó en las reuniones anuales de la Comisión de Derechos Humanos de las Naciones Unidas en Ginebra, Suiza. En los años 1989 y 1990 fue responsable de las gestiones ante gobiernos, partidos políticos, instituciones y personalidades tanto de América Latina como de Europa, para rodear de amplio apoyo internacional el acuerdo de paz de entre el gobierno colombiano y el M-19.

### Representante a la Cámara
Participó como asesor de la Alianza Democrática en la Asamblea Nacional Constituyente durante el año 1991. Durante el periodo de 1990 y 1991 fue representante a la Cámara por la circunscripción regional de Cundinamarca y Bogotá, en marzo de 1990 en representación de la Alianza Democrática  M-19. En 1991 fue asesor de la Alianza Democrática M-19 en la Asamblea Nacional Constituyente.

### Senador de la República
Fue elegido Senador de la República para el periodo 1991-1994, en representación de la Alianza Democrática M-19, integrante de la Comisión Séptima. Fue ponente de la Ley 100 sobre la reforma a la Seguridad Social en Colombia, así como impulsor y proponente de la creación de la Secretaría Departamental del Medio Ambiente de Cundinamarca (primera secretaría en este campo a nivel departamental en todo el país).

### Alcalde de Zipaquirá
Entre 2001 y 2004 fue alcalde de Zipaquirá. Durante su gestión se resalta el haber logrado que la Nación cediera a favor del municipio las rentas del turismo producto de las visitas a la Catedral de Sal. Estos recursos se convirtieron en un soporte esencial para la modernización y desarrollo sostenible del municipio, proyectándolo como uno de los más viables financiera y presupuestalmente del país. En 2003 modificó la Plaza de los Comuneros, una de las obras más polémicas y controversiales que dejó en Zipaquirá.
Durante los años 2005 a 2006 se desempeñó como asesor del gobierno de Álvaro Uribe, en asuntos municipales, departamentales y de minorías étnicas.

### Director de Coldeportes
Fue nombrado director del Instituto Colombiano del Deporte Coldeportes, durante los años 2006 a 2010. periodo durante el cual el país avanzó positivamente en su posicionamiento internacional al ganar los juegos Centroamericanos y del Caribe, obtener el primer lugar de los juegos Suramericanos y ganar medallas de plata y bronce tanto en los Juegos Olímpicos como Paralímpicos de Pekín 2008.
Dentro de esta gestión se destaca la creación de los primeros Juegos Nacionales Comunales, donde cerca de 40 mil Juntas de Acción Comunal se unieron en torno a la práctica del deporte y la realización de juegos autóctonos. Se le dio un impulso sin precedentes al deporte escolar y Universitario como semillero para la formación de nuevos talentos que serían la base de la proyección del país como nueva potencia deportiva a nivel continental. Así mismo y con el propósito de fortalecer la cobertura deportiva se pusieron en funcionamiento las Escuelas Virtuales en treinta disciplinas deportivas convirtiendo a Colombia en el pionero de esta nueva tecnología en el continente americano.
Fue candidato a la Gobernación de Cundinamarca, obteniendo 140.000 votos en las elecciones del año 2011 como candidato ciudadano.

### Senador de la República
Fue senador de la República por el Centro Democrático, entre 2014-2018 fue parte de la Comisión Sexta Constitucional Permanente, sobre comunicaciones, tarifas, calamidades públicas, funciones públicas y prestación de los servicios públicos; medios de comunicación, investigación científica y tecnológica; espectros electromagnéticos, órbita geoestacionaria, sistemas digitales de comunicación e informática, espacios aéreos, obras públicas y transporte, turismo, desarrollo turístico, educación y cultura; también fue miembro de la Comisión de Derechos Humanos en el Congreso de la República.